# Ninjatō
El ninjatō (忍者刀), també conegut com ninjaken (忍者剣) o shinobi katana (忍刀), és el nom més comú del sabre que un ninja portaria. D'acord amb el lliure Ninjutsu History and Tradition de Masaaki Hatsumi aquests sabres tindrien certa varietat de formes i grandàries. De qualsevol manera, normalment eren més curts que la katana daito, tradicionalment usada pel samurai del Japó feudal.
El ninjatō típic seria un wakizashi o espasa curta amb empunyadura i saya de katana, el que induïa en l'oponent un error de càlcul quant al temps que requeriria desembeinar l'arma permetent una tècnica de battoujutsu més veloç del previsible. A més, la seua grandària atorgava enfront de la katana cert avantatge en el combat en espais tancats o estrets. A més servia per a dissimular l'arma (que podria servir per a identificar el seu portador com ninja) com un sabre comú. L'espai extra en la beina podia ser usat a més per a guardar o amagar objectes.
El ninjato modern és habitualment recte amb una tsuba (guardamans) quadrada, però no és històricament fidel. D'acord amb el mateix llibre de Masaaki Hatsumi, el sabre ninja solament era "recte" en comparació del terme mitjà de l'època que eren molt més corbades, però mantenint certa curvatura.